# 18 Hits
| Críticas profissionais                                                      | Críticas profissionais |
| Avaliações da crítica                                                       | Avaliações da crítica  |
| Fonte                                                                       | Avaliação              |
| --------------------------------------------------------------------------- | ---------------------- |
| Allmusic                                                                    | [ 1 ]                  |
| Esta tabela precisa de ser acompanhada por texto em prosa. Consulte o guia. |                        |

18 Hits é uma coletânea musical dos maiores sucessos do grupo sueco ABBA, lançado pela Universal Music em 8 de setembro de 2005.
O conjunto 18 Hits foi lançado como uma alternativa de preço médio para a coleção de preço integral mais vendida ABBA Gold: Greatest Hits e apresenta 14 dos maiores sucessos do grupo e termina com quatro versões não inglesas; "Honey Honey" (versão sueca), "Waterloo" (versão francesa), "Ring Ring" (versão alemã) e a versão espanhola de "Gimme! Gimme! Gimme! (A Man After Midnight)", intitulada "Dame! Dame! Dame!". Entre as omissões mais notáveis na coleção 18 Hits estão um dos maiores sucessos da banda, "Dancing Queen", bem como "Chiquitita", "Take a Chance on Me" e "I Have a Dream".
A edição sueca de 18 Hits, também lançada em 2005, apresentava quatro gravações em sueco em vez das quatro versões não inglesas; "Waterloo", "Honey Honey", "Ring Ring (Bara Du Slog En Signal)" e "Åh Vilka Tider". Este é o primeiro CD do ABBA a incluir "Åh Vilka Tider", que havia sido originalmente lançado como lado B da versão sueca de "Ring Ring". Também apareceria mundialmente na The Complete Studio Recordings. Um DVD com preço acessível intitulado 16 Hits foi lançado simultaneamente.
Embora várias outras compilações de sucessos semelhantes com o grupo tenham sido lançadas antes e depois, 18 Hits provou ser um dos produtos mais vendidos do ABBA da Universal Music, chegando ao Top 10 na Polônia e no Top 20 no Reino Unido, Espanha e Hungria e reentrando nas paradas em muitos territórios após a estréia do filme Mamma Mia! no verão de 2008. Nunca incluiu nenhuma música dos The Visitors ou qualquer outra música lançada de 1981 a 1982.
Esta compilação não está disponível digitalmente, pois muitas faixas, apresentadas nesta compilação, fazem parte de outras compilações ABBA disponíveis em distribuição digital. É, eventualmente, ainda reprimido em CD para muitas regiões do mundo.

## Lista de faixas
- 1-The Winner Takes It All – 4:56
- 2-Super Trouper – 4:14
- 3-Waterloo – 2:47
- 4-Gimme! Gimme! Gimme! (A Man After Midnight) – 4:51
- 5-The Name Of The Game – 4:52
- 6-Ring Ring – 3:04
- 7-I Do, I Do, I Do, I Do, I Do – 3:17
- 8-SOS – 3:21
- 9-Fernando – 4:13
- 10-Hasta Mañana – 3:08
- 11-Mamma Mia – 3:33
- 12-Lay All Your Love on Me – 4:36
- 13-Thank You For The Music – 3:50
- 14-Happy New Year – 4:24
- 15-Honey, Honey (em sueco) – 2:58
- 16-Waterloo (em francês) – 2:41
- 17-Ring Ring (em alemão) – 3:10
- 18-Dame! Dame! Dame! (em castelhano) – 4:52

## Créditos
- Agnetha Fältskog – vocais principais (faixas 1, 4, 8, 10, 12, 13-14, 18), co-vocal principal (3, 5, 6-7, 11, 15-17), vocais de fundo
- Anni-Frid Lyngstad – vocais principais (faixas 2, 9), co-vocal principal (faixas 3, 5-7, 11, 15-17), vocais de fundo
- Björn Ulvaeus – guitarra clássica, vocais de fundo
- Benny Andersson – sintetizador, teclados, vocais de fundo